# Distrito de Laupen
El distrito de Laupen es uno de los antiguos distritos del cantón de Berna (Suiza), ubicado al occidente del cantón, tiene una superficie de 88 km². La capital del distrito era la comuna Laupen.

## Geografía
Situado en plena meseta suiza, cerca a la región de los Tres Lagos (Neuchâtel, Bienne y Murten) y a la región de la ciudad de Berna. El distrito de Laupen limita al norte y este con el distrito de Berna, al sur con el de Sense (FR), al oeste con los de See (FR) y Broye-Vully (VD), y al noroeste con el de Aarberg.

## Historia
La historia del distrito de Laupen está fuertemente influenciada por la de su capital, la ciudad histórica de Laupen. La ciudad fortificada de Laupen fue edificada durante el segundo reino de Borgoña bajo la dominación de los Zähringen. El castillo fue una de las residencias imperiales y sede condal (condes de Loupa 1130-1133). En 1253 el lugar fue tomado por los condes de Kyburgo. Tras su exntinción (1263-64), castillo y señoría fueron motivo de lucha de poder entre los Habsburgo (herederos de los Kyburgo) y los Saboya. Finalmente los Habsburgo lograron imponerse y confiaron la administración de la fortaleza a castellanos en 1269 (Ulrich II de Maggenberg, Ulrich von Fendringen), y luego a un baile imperial desde 1300 (barones de Strassberg). Hipotecada en 1310 por el emperador Enrique VII, el castillo y la señoría cayeron a manos de Berna. Como el imperio no pagó jamás la hipoteca, Laupen siguió siendo de facto propiedad de la ciudad de Berna y se convirtió en su primera bailía.
Hacia 1324, la señoría incluía la ciudad de Laupen, Neuenegg y el gran bosque del Forst (en la ribera derecha del Saane), Bösingen en la ribera izquierda, así como Kriechenwil en la ribera izquierda del Sense. En 1467, Berna cede Bösingen a Friburgo a cambio de Gümmenen. Berna agrandó la bailía agregando Wileroltigen, Säriswil y Frieswil (antigua señoría de Oltigen, 1483), Biberen y Kleingümmenen (1502), Gammen (1525-1527), Mühleberg y Buch (1599). Los territorios situados a la derecha del Sense y a la izquierda del Aar (Neuenegg, Gümmenen y la mayor parte de la bailía) dependían de la jurisdicción de Sternenberg, mientras que los otros dependían de Zollikofen. 
Hasta 1798 el baile residía en el castillo; el edificio del registro (hoy restaurante), situado cerca del ponte sobre el Sense hacía parte de la mansión. En 1803, Münchenwiler y Clavaleyres, enclaves en el territorio friburguense, fueron agregados al distrito de Laupen, mientras que Frieswil y Säriswil pasaron al de Aarberg. El distrito fue disuelto el 31 de diciembre de 2009 tras la entrada en vigor de la nueva organización territorial del cantón de Berna. Las comunas del antiguo distrito de Laupen fueron absorbidas en su totalidad por el nuevo distrito administrativo de Berna-Mittelland.

## Comunas
| Distrito de Laupen | Distrito de Laupen     | Distrito de Laupen | Distrito de Laupen | Distrito de Laupen |
| Comunas            | Población (31.12.2007) | Superficie km²     | Densidad hab./km²  |                    |
| ------------------ | ---------------------- | ------------------ | ------------------ | ------------------ |
| Clavaleyres        | 50                     | 1,0                | 50,00              |                    |
| Ferenbalm          | 1252                   | 9,2                | 136,08             |                    |
| Frauenkappelen     | 1270                   | 9,3                | 136,55             |                    |
| Golaten            | 307                    | 2,8                | 109,64             |                    |
| Gurbrü             | 267                    | 1,8                | 148,33             |                    |
| Kriechenwil        | 398                    | 4,8                | 82,91              |                    |
| Laupen             | 2777                   | 4,1                | 677,31             |                    |
| Mühleberg          | 2664                   | 26,3               | 101, 29            |                    |
| Münchenwiler       | 409                    | 2,5                | 163,60             |                    |
| Neuenegg           | 4678                   | 22,0               | 212,63             |                    |
| Wileroltigen       | 410                    | 4,1                | 100                |                    |
| Total (11)         | 14.482                 | 87,9               | 164,75             |                    |